# Коваль Віктор Васильович
Ві́ктор Васи́льович Ко́валь (23 березня 1979 — 24 лютого 2022) — український військовик, капітан Збройних сил України, учасник російсько-української війни, що загинув у ході російського вторгнення в Україну у 2022 році.

## З життєпису
Народився 23 березня 1979 року. Проживав у селищі Озерне. 1996 року закінчив Озерненську школу. 1998 року призваний до лав Збройних сил України, 2001 року став курсантом коледжу ВПС. 2004 року отримав військове звання лейтенант за фахом «спеціаліст авіаційного озброєння». 2008 року закінчив Житомирський державний технологічний університет за фахом «автоматизоване управління технологічними процесами». 2009 року закінчив Львівський національний університет імені Івана Франка за напрямом «психологія».
Загинув 24 лютого 2022 року під час виконання бойового завдання під Маріуполем. Був серед «зниклих безвісти», проте згодом стало відомо про його загибель.
Без Віктора залишилися вдома мама, дружина і двоє дітей.
Прощання відбулося 29 березня 2023 року, похований на кладовищі села Пряжів.

## Нагороди
- орден «За мужність» III ступеня (2022, посмертно) — ''за особисту мужність і самовіддані дії, виявлені у захисті державного суверенітету та територіальної цілісності України, вірність військовій присязі.